# خوان أنطونيو سان إيبيفانيو
خوان أنطونيو سان إيبيفانيو (بالإسبانية: Juan Antonio San Epifanio)‏ مواليد 12 يونيو 1959، هو لاعب كرة سلة إسباني سابق بدأ مسيرته الاحترافية في سنة 1979. يبلغ طوله 6 قدم 7 بوصة (2.0 م). اعتزل اللعب في 1995.

## الميداليات
| الميدالية | المسابقة                         |
| --------- | -------------------------------- |
| فضية      | بطولة أمم أوروبا لكرة السلة 1983 |
| برونزية   | بطولة أمم أوروبا لكرة السلة 1991 |

## روابط خارجية
- خوان أنطونيو سان إيبيفانيو على موقع الاتحاد الدولي لكرة السلة (الإنجليزية)
- خوان أنطونيو سان إيبيفانيو على موقع الدوري الإسباني لكرة السلة (الإسبانية)
- خوان أنطونيو سان إيبيفانيو على موقع ريلجم (الإنجليزية)
- خوان أنطونيو سان إيبيفانيو على موقع سبورتس رفرنس (الإنجليزية)
- خوان أنطونيو سان إيبيفانيو على موقع اللجنة الأولمبية الدولية (الإنجليزية)
- خوان أنطونيو سان إيبيفانيو على موقع أوليمبيديا (الإنجليزية)